# Paul Wretlind
Ernst Paul Wretlind, född 26 juli 1886 i Värsås församling, Skaraborgs län, död 4 maj 1941 i Stockholm, var en svensk ingenjör, direktör och politiker (folkpartist). Wretlind var far till Per Wretlind.
Wretlind blev civilingenjör (väg- och vattenbyggnad) 1908 och var ordförande i Stockholms Studentkårs direktion 1908–1909 samt i studenternas nykterhetsförbund 1906–1907 och 1911–1912. Han var ingenjör vid Stockholms lantegendomsnämnd 1908–1912 och 1914–1916, överingenjör vid Strassenbaugesellschaft ZWD i Berlin 1912–1913 och studerade vid Columbia University, New York 1916–1917. Han deltog i III (London, 1913), IV (Sevilla, 1923) och VI (Washington, D.C., 1930) internationella vägkongresserna och var stiftare och verkställande direktör i AB Vägförbättringar sedan 1918.
Wretlind var stiftande medlem av Svenska Vägföreningen 1914, medlem av dess tekniska utskott sedan 1914, medlem av Stockholms lantegendomsnämnd 1918, Stockholms trafikkommission 1923–1925, Stockholms stadsplanenämnd sedan 1925 och stadsfullmäktige 1932. Han var vikarierande lärare i vägteknik vid Kungliga Tekniska högskolan 1928–1929, ledamot av Kungliga Automobilklubbens styrelse sedan 1922, Svenska Väginstitutets direktion 1923–1930, ordförande i Svenska Teknologföreningens avdelning för väg- och vattenbyggnad sedan 1931, i Liberala föreningen i Stockholm sedan 1931 samt föredragshållare i nykterhetsfrågor och vägteknik.
Paul Wretlind var under finska vinterkriget 1939–1940 en av förgrundsgestalterna i den svenska Finlandsrörelsen som verkade för olika former av svenskt stöd till Finland. I denna egenskap figurerade han också indirekt i utredningen kring attentatet mot Norrskensflamman 1940, eftersom några av de Finlandsaktivister i Norrbotten som han träffat och även gett finansiellt stöd senare skulle komma att ingå bland dem som genomförde terrordådet mot tidningen.